# 道路区域
道路区域（どうろくいき）とは、道路法に定める道路を構成する土地の範囲をいい、道路法が適用される土地の範囲である。道路法第18条によれば、道路管理者は路線の指定または路線の認定もしくは変更が公示された場合には、遅滞なく道路区域を決定することとされている。

## 道路区域の範囲

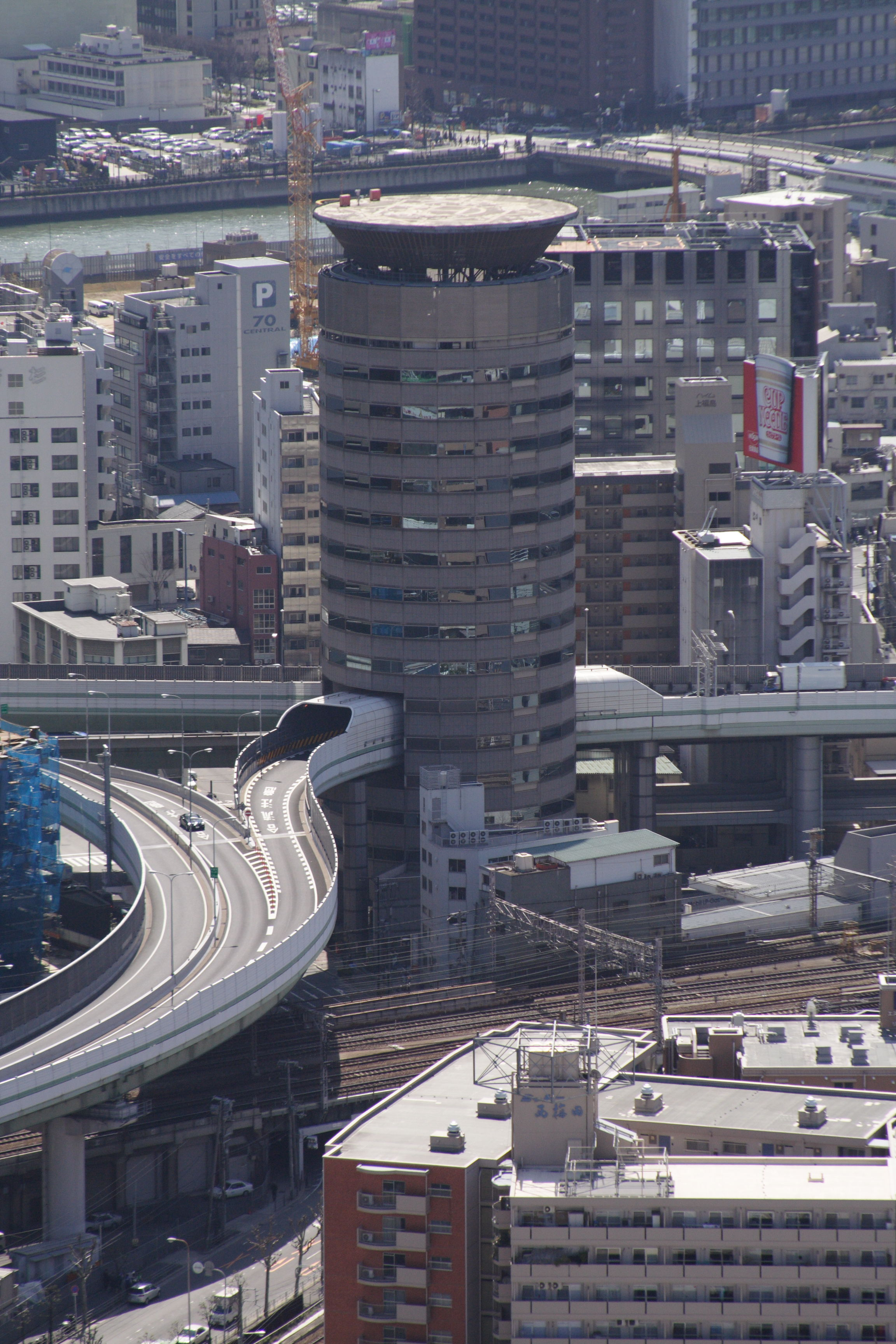
道路の立体的区域制度を活用した道路一体建物の例（阪神高速梅田出入口）

道路区域の決定および変更にあたっては、その範囲を幅員および長さで公示するとともに図面で縦覧することとされ、基本的には平面的区域として決定される。しかし、1989年の道路法改正により立体道路制度が導入され、上空または地下において範囲を定め立体的区域とすることもできるようになった。
道路区域の範囲は、道路および道路付属物の範囲であることから、単に道路の路面に限られるものではなく、道路の法面や道路管理上必要な構造物の存する土地についても含まれることとなる。

## 道路区域の決定による効果
道路区域の決定は道路法が適用される範囲を確定する行政行為であり、道路区域とされた土地については道路法の規定の一部が適用されることとなる（道路予定区域を参照）。

## 道路予定区域
前述のとおり、道路管理者は路線の指定等が公示されてから遅滞なく道路区域を決定することとされており、実際にはまだ用地買収が行われる前の土地や、道路としての供用が開始される前の土地に道路区域の決定がなされる場合がある。このような土地については、道路の建設に支障が生じることのないよう土地の形質改変や新たな物件等の設置には道路管理者の許可が必要となる。さらに、道路管理者が土地の所有権等の権原を取得した後、供用が開始されるまでの間は、道路予定区域とされ、開通後の道路に準じて扱われることになり、道路法の一部の条文が適用されることとなる。